# گفنایش
گفنایش (به آلمانی: Gevenich) یک شهر در آلمان است که در کوخم-تسل واقع شده‌است. گفنایش ۶۴۹ نفر جمعیت دارد.